# Herman Kiefer

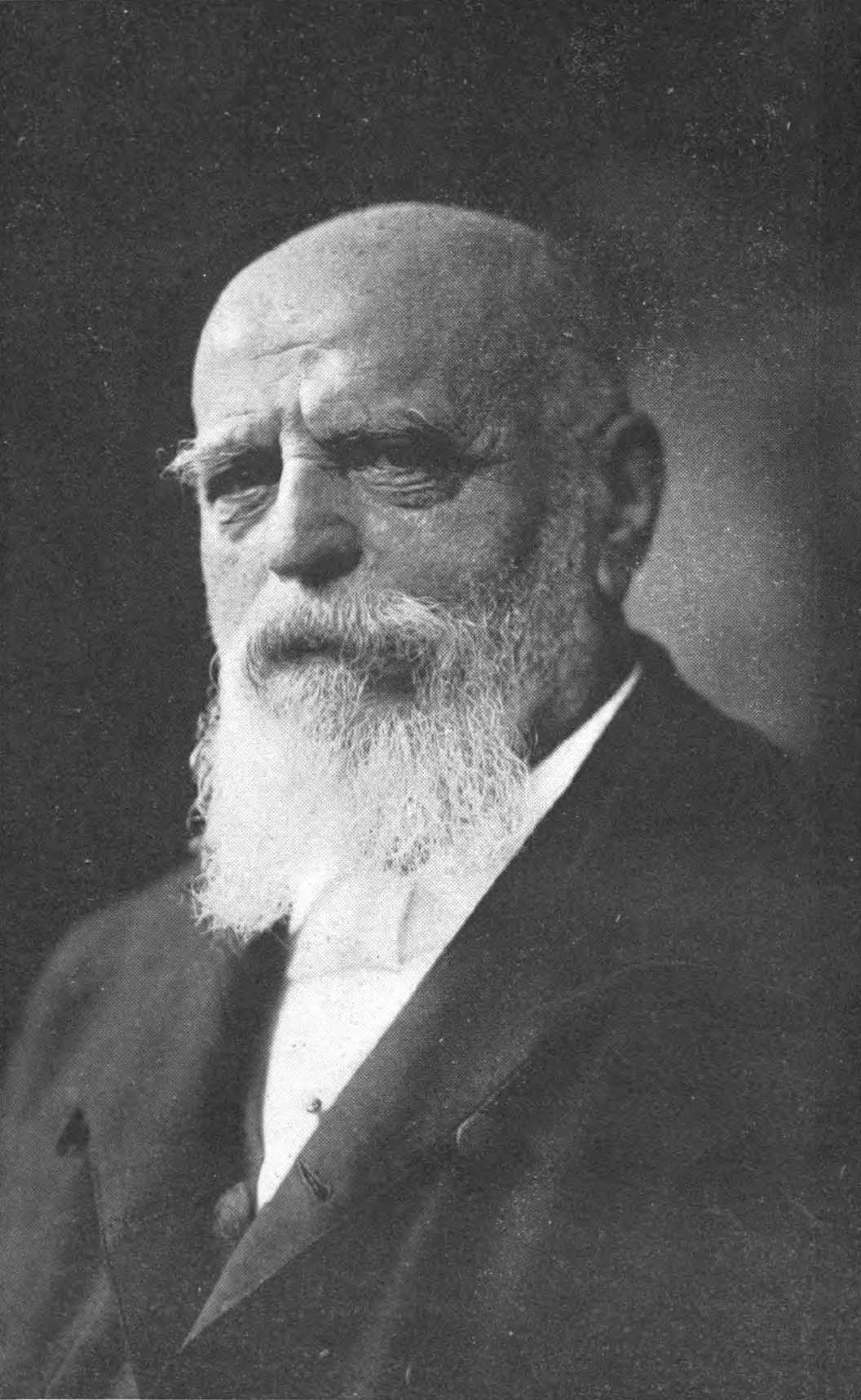
Herman Kiefer

Herman Kiefer (* 19. November 1825 in Sulzburg als Johann Ludwig Grether; † 11. Oktober 1911 in Detroit, Michigan) war ein deutsch-amerikanischer Mediziner und Politiker sowie ein Diplomat der Vereinigten Staaten.

## Leben

### Deutschland
Nach dem Besuch des Gymnasiums in Freiburg, Mannheim und Karlsruhe studierte Herman Kiefer an den Universitäten Freiburg, Heidelberg, Prag und Wien Medizin. In Heidelberg wurde er 1845 Mitglied des Corps Suevia. Zu seinen akademischen Lehrern gehörten Friedrich Arnold, Jakob Henle, Johann von Oppolzer, Louis Stromeyer, Franz von Pitha und Friedrich Wilhelm von Scanzoni. Bereits zum Ende seines Studiums nahm er aktiv an den politischen Entwicklungen in Baden teil, die in der Badischen Revolution mündeten. Er war am 12. September 1847 Abgeordneter zur Offenburger Versammlung sowie der Großen Volksversammlung vom 19. März 1848. Er war gewählter Vorsitzender des Oberrheinkreises des Vaterländischen Vereins und am 26. März 1848 Vorsitzender der Volksversammlung in Freiburg.
Das Studium schloss er mit der Promotion zum Dr. med. ab und legte am 29. Mai 1849 in Karlsruhe vor der staatlichen Prüfungskommission das medizinische Staatsexamen mit Auszeichnung ab. Am gleichen Tag schloss er sich als Freiwilliger dem Emmendinger Regiment der badischen Revolutionstruppen an, zu dessen Regimentsarzt er umgehend ernannt wurde.
Am 5. Juni 1849 wurde er zum Vorsitzenden der Abteilung für Chirurgie und Geburtshilfe der Republik Baden ernannt.
Als Regimentsarzt nahm er an den Schlachten von Philippsburg am 20. Juni 1849 und Ubstadt am 23. Juni 1849 teil.
Nach der Niederwerfung der Revolution flüchtete er am 10. Juli 1849 zunächst nach Straßburg. Hier wurde er inhaftiert, da die französischen Behörden den badischen Revolutionsflüchtlingen kein Asyl gewähren wollten. Es gelang ihm, aus der Haft zu entkommen. Am 19. August 1849 verließ er auf dem Schiff Baltimore Europa und erreichte New York City am 21. September 1849 als freier Mann.

### Vereinigte Staaten
Im Oktober 1849 ließ sich Hermann Kiefer als praktischer Arzt in Detroit nieder. 1859 wurde er zum Stadtarzt von Detroit ernannt. Als Stabsarzt im Harper Hospital kümmerte er sich um die medizinische Versorgung der Veteranen des Bürgerkriegs. Im März 1889 wurde er zum Mitglied des Verwaltungsrates der University of Michigan gewählt und war Vorsitzender des medizinischen Komitees der Universität. Im Juni 1902 wurde er zum Professor emeritus für praktische Medizin der University of Michigan ernannt. Er publizierte zahlreiche Beiträge in medizinischen Zeitschriften. Er gehörte der Michigan State Medical Society, der American Medical Association und der American Academy of Medicine an.
Sein besonderes Engagement galt Bildungsfragen in Detroit. So war er 1861 einer der Gründer des dortigen German-American Seminary, dessen Schatzmeister und Vorsitzender er in den Jahren 1861 bis 1872 war. Von 1866 bis 1867 gehörte er dem Bildungsausschuss und von 1882 bis 1887 der Stadtbibliothekskommission der Stadt Detroit an.
Seit ihrer Gründung im Jahre 1854 war Kiefer, ein entschiedener Gegner der Sklaverei, Mitglied der Republikanischen Partei. 1854 war er Vorsitzender des German Republican executive committees of Michigan. Von 1854 bis 1880 war er in jedem Präsidentschaftswahlkampf Republikanischer Redner unter der deutschen Bevölkerung in Michigan und nahm Einfluss auf die Delegation von Michigan, uneingeschränkt Rutherford Hayes zu unterstützen. 1872 war er Presidential Elector von Michigan und 1876 Delegierter zur Republican National Convention von Cincinnati. Im Juli 1883 wurde er von US-Präsident Chester A. Arthur zum US-Konsul in Stettin ernannt und kehrte damit erstmals nach 24 Jahren in seine deutsche Heimat zurück. In seiner Amtszeit verfasste er zahlreiche Konsularberichte über die politischen, gesellschaftlichen und wirtschaftlichen Verhältnisse in Deutschland. Nach der Wahl von Grover Cleveland zum US-Präsidenten gab er das Amt auf und kehrte nach Detroit zurück.
Von 1871 bis 1883 war er Vice President der Wayne County Savings Bank, Detroit, und von 1883 bis 1892 Director der Michigan Mutual Life Insurance Company, Detroit.
Kiefer war ein exzellenter Redner. So hielt er neben vielen Wahlkampfreden 1859 in Detroit anlässlich des 100. Geburtstages Friedrich Schillers und am 18. März 1898 zum 50. Jahrestag der Kämpfe vor dem Berliner Stadtschloss während der Deutschen Revolution 1848/1849 die Festrede.
Im hohen Alter von 84 Jahren kehrte er 1910 ein zweites Mal nach Deutschland zurück, um im Juli 1910 in Heidelberg am 100. Stiftungsfest seines Corps Suevia teilzunehmen.

## Familie
Herman Kiefer war der außereheliche Sohn des Arztes Conrad Kiefer und der Rosina Sophie Grether. Der Vater war zu dieser Zeit bereits mit Christina Friederika geb. Schweyckert verheiratet; deren Vater war der Direktor des Botanischen Gartens Karlsruhe. Als er seinen Sohn im Februar 1839 anerkannte, erhielt dieser den zusätzlichen Vornamen Hermann. Am 21. Juli 1850 heiratete Hermann Kiefer Franciska Kehle, mit der er sich bereits in Deutschland verlobt hatte. Sie und Kiefers Stiefmutter waren ihm als Forty-Eighter in die USA nachgereist. Auch Kiefers Vater kam 1851 nach Detroit. Die Eltern kehrten jedoch nach kurzer Ansässigkeit in Detroit nach Deutschland zurück.
Aus seiner Ehe mit Franciska Kehle gingen sieben Söhne und zwei Töchter hervor. Zwei Söhne und eine Tochter starben früh. Der Sohn Guy Lincoln Kiefer wurde ein bedeutender Hygieniker. Er war viele Jahre Amtsarzt von Detroit und wurde 1927 zum State Health Commissioner berufen.

## Auszeichnungen
- Das Kiefer Memorial Gate zum Detroit Crematorium und eine Bronzetafel in der Kiefer-Nische des Kolumbariums erinnern an Herman Kiefer.
- Ihm zu Ehren wurde 1911 das Herman Kiefer Hospital of Detroit benannt.

## Schriften
- Liberty Writings of Dr. Hermann Kiefer, Chairman of the Freiburg Meeting, 1917, Herausgeber Warren Washburn Florer (mit Bild, Lebenslauf und Biografie); Textarchiv – Internet Archive
- Aufsatz über Trichina. In: Detroit Review of Medicine and Pharmacy, Band I, 1866, S. 101
- Surgery Within the Last Fifty Years, 1889
- Extension of European Trade in the Orient
- American Trade with Stettin
- How Germany is Governed
- Labor in Europe